# UGC 5184
UGC 5184 = Arp 156 ist eine Balken-Spiralgalaxie im Sternbild Draco, die schätzungsweise 293 Mio. Lichtjahre von der Milchstraße entfernt ist.
Halton Arp gliederte seinen Katalog ungewöhnlicher Galaxien nach rein morphologischen Kriterien in Gruppen. Diese Galaxie gehört zu der Klasse Galaxien mit innerer Absorption.